# Villaveza de Valverde
Villaveza de Valverde è un comune spagnolo di 134 abitanti situato nella comunità autonoma di Castiglia e León.